# Chris Lawler

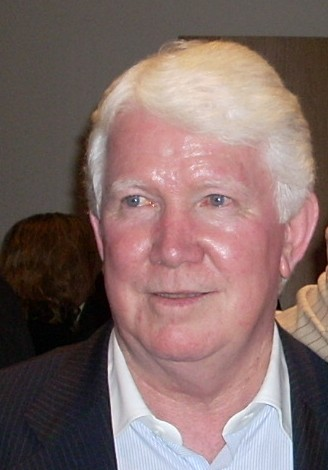
Chris Lawler

Chris Lawler (Liverpool, 20 oktober 1943) is een Britse oud-voetballer.
Lawler maakte als rechtsback op 20 maart 1963 zijn debuut in het eerste van Liverpool FC. Hij diende deze club tot 1975 en maakte in die periode 41 doelpunten. Aan zijn vermogen om plotseling in de aanval op te duiken dankte hij de bijnaam The Ghost. 
Op 7 december 1966 speelde Lawler mee in de zogenaamde mistwedstrijd tegen Ajax en scoorde het enige doelpunt voor Liverpool.
Na zijn afscheid van Liverpool speelde Lawler nog tot 1978 voor achtereenvolgens Portsmouth, de Miami Toros en Stockport County FC.